# Höglandssalangan
Höglandssalangan (Aerodramus orientalis) är en fågel i familjen seglare.

## Underarter
Arten delas in i två underarter:
- A. o. orientalis: förekommer på Guadalcanal (Salomonöarna)
- A. o. leletensis: förekommer i Bismarckarkipelagen (Lelet Plateau på centrala New Ireland)

## Status
Enligt IUCN råder kunskapsbrist kring dess hotstatus.